# Норвич-терьер
Норвич-терьер (англ. norwich terrier) —  английская порода собак, мелкий терьер. Выведен для охоты на грызунов, в наше время используется преимущественно в качестве собаки-компаньона.

## Происхождение
Порода норвич-терьер появилась в XIX веке в восточной Англии, в городе Норидж (Норвич) — центре графства Норфолк. При скрещивании были использованы несколько английских охотничьих терьеров и ирландский Глен оф Имаал терьер. Порода зарегистрирована английским клубом собаководства в 1932 году.
Норвич-терьер очень похож на своего предка норфолк-терьера. Единственное их отличие составляют уши, у норвича они смотрят вверх и имеют заострённые концы, а у норфолка висят. Долгое время эти собаки даже считались одной породой, и только в 1964 году их разделили и признали двумя независимыми породами.
Норвич-терьеры не сразу назывались именно так, долгое время из-за своей шерсти и её взъерошенности, собака носила имя «rags», что переводится с английского, как «лохматый». А в 80-е годы XIX столетия собаку называли кембридж-терьером за невероятную популярность в студенческой среде Кембриджского университета, многие даже считали очаровательного и смелого песика своим талисманом.
Норвич-терьеры очень популярны в Америке, там их даже называли «терьерами Джонса». В некоторых европейских странах собаки данной породы используются для норной охоты по сей день.

## Внешний вид
Норвич-терьер имеет компактное телосложение, у него развитая мускулатура, короткие спина и конечности, удлинённая грудная клетка. Вес собаки составляет примерно 5—6 килограммов, рост в холке — 25—26 сантиметров, иногда превышает 30 см. Хвост может быть купирован на две трети. У собаки клинообразная удлинённая мордочка, уши заострённые и расставленные на довольно большом расстоянии друг от друга. Глаза имеют миндалевидную форму и чаще всего тёмную расцветку.
Стандарт породы допускает пшеничный, серый, чёрный и рыжий, а также гризли, окрас шерсти. Белые отметины считают недостатком, при этом шрамы, полученные во время охоты, стандартом вполне допустимы. Шерсть на теле у норвич-терьера преимущественно жесткая, на ушах и голове она короткая и гладкая, а вот на плечах и шее образует воротник.

## Здоровье
По данным опросов, осуществленных среди заводчиков в США и Великобритании, продолжительность жизни норвич-терьеров составляет 13-13.5 лет. Порода в целом считается здоровой, и заводчики не могут выделить какой-то наиболее типичной проблемы, связанной с разведением норвич-терьеров. 
У норвич-терьеров могут наблюдаться проблемы с дыханием, связанные с целым рядом отклонений в структуре верхних дыхательных путей: такой синдром называют "синдромом верхних дыхательных путей" (англ. Upper Airway Syndrome, UAS). Согласно одному генетическому исследованию, риск развития синдрома может быть повышен у носителей определенной миссенсной мутации в гене ADAMTS3.

## Характер
Нрав у собаки очень добродушный и веселый. Животное предано хозяину и обладает настоящим английским шармом и обаянием. Норвич-терьеры — это спортивные животные, поэтому им необходимо совершать длительные прогулки, охотиться, разыскивать что-то. Им свойственен азарт и авантюризм.
При всей своей активности норвич-терьеры очень хорошо ладят с детьми. Норвич-терьера даже называют большой собакой в маленьком объёме, и это действительно так: животное, обладая гордым нравом и достоинством, во многом даже превосходит своих крупных сородичей.
Животное обладает врождённой храбростью и отвагой, ведь порода была выведена специально для охоты на грызунов, которые поедали запасы зерна английских фермеров. Сейчас такое предназначение собаки уже утратило свою актуальность. Однако рабочие качества норвич-терьеров заводчики стараются сохранить при разведении по сей день, уделяя большее внимание силе и крепости её зубов и челюсти, нежели экстерьеру.